# Брие-э-Ангон
Брие-е-Ангонн (фр. Brié-et-Angonnes) — коммуна во Франции, находится в регионе Рона — Альпы. Департамент коммуны — Изер. Входит в состав кантона Пон-де-Кле. Округ коммуны — Гренобль. Код INSEE коммуны — 38059. Население коммуны на 2012 год составляло 2482 человека. Мэр коммуны — Бернар Шарве, мандат действует на протяжении 2014—2020 гг.

## География
Брие-е-Ангонн расположен на плато в 10 километрах юго-восточнее Гренобля. Он входит в городскую застройку Гренобля. Коммуна расположена на расстоянии около 500 км юго-восточнее Парижа, 105 км юго-восточнее Лиона, 10 км юго-восточнее Гренобля. Брие-е-Ангонн находится на дороге между Греноблем и коммуной Визий. Населённый пункт находится на высоте от 306 до 737 метров над уровнем моря.
Площадь коммуны — 9,70 км², из них 6 км² — сельскохозяйственные территории. Брие-е-Ангонн состоит из нескольких деревень, сгруппированных вокруг трёх основных центров — Брие на юге, Ангон на востоке, Таверноль на севере.

## Население
В коммуне в 2012 году проживало 2482 человека, из них 18,6 % младше 14 лет, 14,1 % — от 15 до 29 лет, 18,6 % — от 30 до 44, 22,1 % — от 45 до 59 лет, 26,5 % старше 60. На 2012 год в коммуне числилось 952 облагаемых налогом домохозяйств, в которых проживало 2446 человека, из них 19,6 % хозяйств состояли из одного человека (10,2 % мужчины, 9,4 % женщины) и 79,6 % семейных хозяйств (34,9 % с детьми).
Динамика населения согласно INSEE:

## Экономика
Средний декларируемый годовой доход в коммуне: 29 052,7 евро. Распределение населения по сферам занятости: 1,0 % — сельскохозяйственные работники, 5,6 % — ремесленники, торговцы, руководители предприятий, 17,1 % — работники интеллектуальной сферы, 13,7 % — работники социальной сферы, 9,6 % — государственные служащие, 5,8 % — рабочие, 31,1 % — пенсионеры и 16,0 % — лица без определённой профессиональной деятельности. В 2012 году из 1525 человек трудоспособного возраста (от 15 до 64 лет) 1123 были экономически активными, 402 — неактивными (показатель активности 73,6 %, в 2007 году — 72,2 %). Из 1525 активных трудоспособных жителей работали 1059 человек, 466 числились безработными. Среди 402 трудоспособных неактивных граждан 151 был учеником либо студентом, 127 — пенсионерами, а ещё 124 — были неактивны в силу других причин. В коммуне проживает 1073 человека старше 15 лет, имеющих работу, причём только 12,1 % из них работает в коммуне, а 85,7 % населения работает в департаменте Изер.